# Gnathonarium taczanowskii
Gnathonarium taczanowskii – gatunek pająka z rodziny osnuwikowatych, zamieszkujący północną Holarktykę.

## Taksonomia
Gatunek został opisany w 1873, na podstawie okazu samca złowionego w rejonie Bajkału, przez O. Pickarda-Cambridge’a i nazwany na cześć polskiego zoologa Władysława Taczanowskiego Erigone taczanowskii. W 1884 Simon umieścił ten gatunek w rodzaju Gongylidium. W 1923 Emerton opisał gatunek Gongylidium columbianum, którego synonimizację z G. suppositum zaproponował Eskov w 1988. Tanasewicz wykazał, że jest to błędne podejście i G. columbianum zsynonimizował z G. taczanowskii.

## Występowanie
Gatunek występuje na Alasce, w zachodniej Kanadzie, na rosyjskim Sachalinie i niemal całej Syberii i Czukotce oraz w Chinach, Tybecie i Mongolii.